# (20282) Hedberg
(20282) Hedberg (1998 FT51) – planetoida z pasa głównego asteroid okrążająca Słońce w ciągu 3,27 lat w średniej odległości 2,2 j.a. Odkryta 20 marca 1998 roku.